# Wolfsbach (Seemenbach)
Der Wolfsbach ist ein gut 13 km langer rechter und nördlicher Zufluss des Seemenbachs.

## Geographie

### Verlauf
Der Wolfsbach entspringt nördlich von Kefenrod-Bindsachsen. 
Er mündet nordöstlich von Büdingen-Orleshausen in den Seemenbach.
Der etwa 13,3 km lange Lauf des Wolfsbachs endet ungefähr 217 Höhenmeter unterhalb seiner Quelle, er hat somit ein mittleres Sohlgefälle von etwa 16 ‰.

### Flusssystem Nidder
- Fließgewässer im Flusssystem Nidder

### Orte
Der Wolfsbach fließt durch folgende Ortschaften:
- Kefenrod-Bindsachsen
- Büdingen-Dudenrod
- Büdingen-Wolf